# Aeroportul Internațional București Băneasa - Aurel Vlaicu

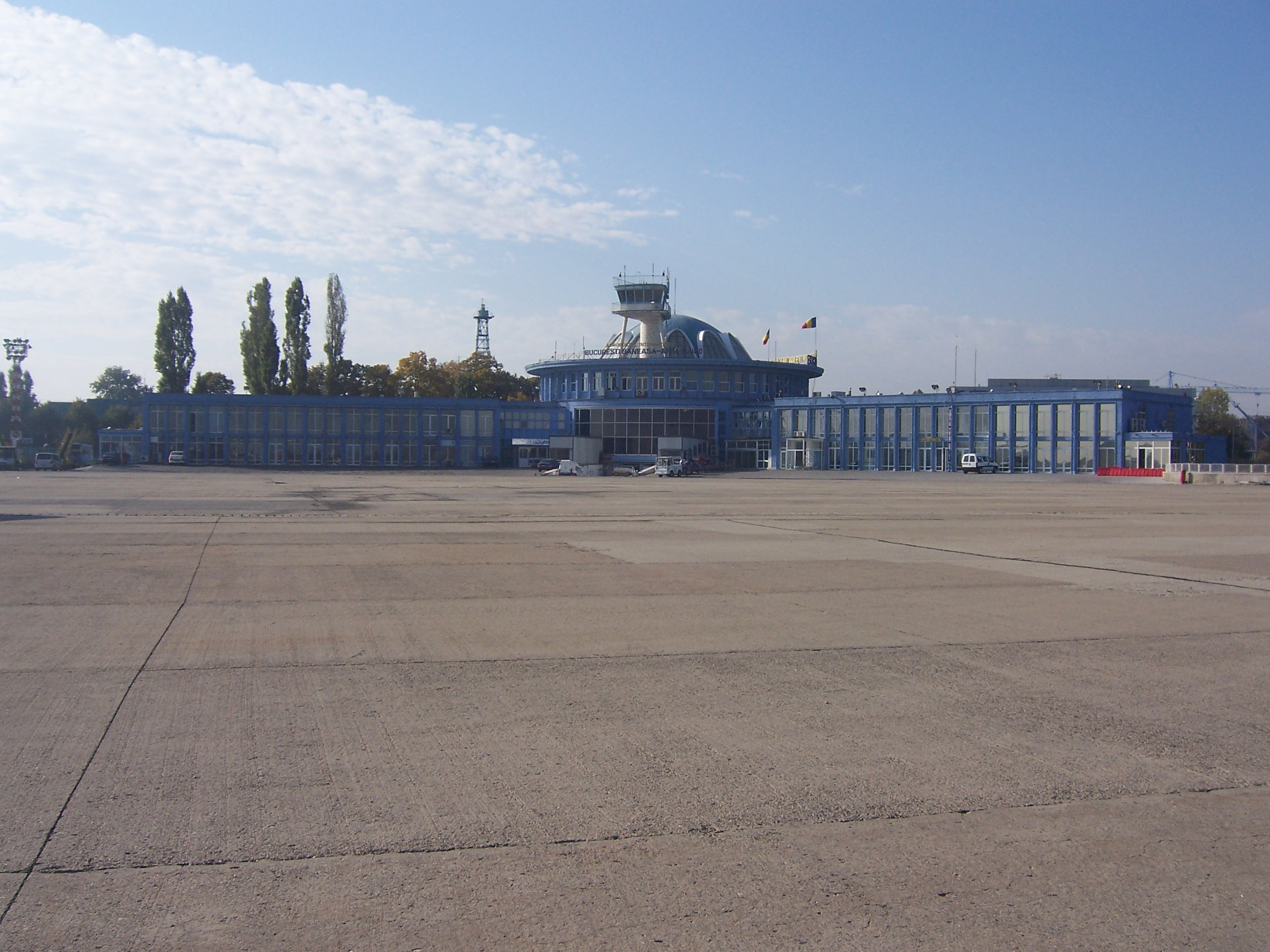
Aerogara Aeroportului Băneasa - Aurel Vlaicu. (înainte de renovare)

Aeroportul Internațional București Băneasa - Aurel Vlaicu (IATA: BBU, ICAO: LRBS), cunoscut înainte ca Aeroportul Băneasa, este un aeroport din București, situat în cartierul Băneasa, ce poartă numele pionierului aviatic român Aurel Vlaicu.
Din punct de vedere al traficului de călători, aeroportul a fost al doilea ca mărime din România până în 2011, după Aeroportul Internațional Henri Coandă București (Aeroportul Otopeni). Inaugurat în anul 1920 și reclădit in 1947-52, este situat la 7 km nord de oraș, pe DN1, la 90 m altitudine, pe o suprafață de 128 ha. Dispune de o pistă de 3200 m lungime și 60 m lățime. Până la înființarea Aeroportului Internațional Otopeni în 1970, acesta era principalul aeroport din capitala României.

## Istoric
În 1909, Louis Blériot efectuează primele zboruri pe terenul hipodromului particular de la Băneasa (azi cartierul Băneasa din Capitală) - o porțiune din vechea moșie a contesei de Montesquiou (Maria Bibescu).
La 1 august 1912, Liga Aeriană Română, condusă de principele George Valentin Bibescu, înființează la Băneasa o școală de pilotaj pentru piloți militari. Mai târziu, aerodromul devine aeroport; se adaugă o școală de pilotaj pentru piloți civili și Aeroclubul Regal Român.
În 1920 se înființează Compania Franco–Română de Navigație Aeriană, prima companie de transport aerian din lume, pentru pasageri, mărfuri și poștă. În 1923 iau naștere, pe Aeroportul Băneasa, atelierele Companiei de Navigație Aeriană Franco-Română, precursoarele Întreprinderii de Reparații Motoare de Avion (IRMA) din anii '60-'70 și ale actualei Societăți Comerciale ROMAERO.
În anii 1947-1952 se construiește noua clădire a aerogării Băneasa, care are formă de elice cu trei pale. Arhitectura excelenta este realizata de: Mircea si Cleopatra Alifanti, Nicolae Badescu, Ascanio Damian, Pompiliu Macovei si Alexandru Serbescu.
În ultima perioadă aeroportul Băneasa era folosit de companii de aviație mici, mai ales cele de zboruri ieftine, precum Blue Air, care lega acest aeroport cu o serie de destinații internaționale, precum Paris, Lyon, Madrid, Berlin, Dublin, Maastricht, Verona, Frankfurt, Valencia, Barcelona, Istanbul, Torino și Roma. În afară de Blue Air și My Air, cu zboruri de la Milano, Veneția și Napoli.
În data de 12 mai 2007, intra în vigoare Hotărârea 321 de la 28 martie 2007, publicată în Monitorul Oficial 245 din 12 aprilie 2007 cu privire la înființarea Companiei Naționale "Aeroporturi București" - S.A. prin fuziunea Companiei Naționale "Aeroportul Internațional Henri Coandă - București" - S.A. cu Societatea Națională "Aeroportul Internațional București Băneasa - Aurel Vlaicu" - S.A.
Din data de 25 martie 2012 Aeroportul Internațional București Băneasa - Aurel Vlaicu a fost închis pentru companiile low-cost, zborurile acestora fiind mutate la Aeroportul Internațional Henri Coandă București (Otopeni).
Legătura cu orașul se face prin liniile de transport în comun 203, 301, 304, 330, 335, liniile regionale 403, 441, 441B, 442, 443, 444, 446, 447, 447B, 448, 477 și linia expres 100 (Fosta linie 783) sau prin taxi.
Există un proiect în desfășurarea pentru repunerea în funcțiune, pentru traficul de pasageri, a aeroportului, până în anul 2018.
La 1 august 2022, aeroportul a fost redeschis după 10 ani de lucrări de renovare și 110 ani de la înființare. A fost deschis pentru cursele de linie și pentru cursele charter.

## Personalități care au sosit pe Aeroportul Băneasa - Aurel Vlaicu
Pe aeroportul Aurel Vlaicu au aterizat în timp multe personalități internaționale, printre care și Papa Ioan Paul al II-lea, Prințul Albert al II-lea de Monaco în 2007, care a aterizat la bordul aeronavei personale, Bill Gates, tot în 2007 la lansarea oficială a Vista în România, respectiv Madonna în 2009 cu ocazia concertului susținut în București.
Traficul de pasageri pe Aeroportul Aurel Vlaicu a crescut, în ultimii trei ani, cu 6000%, de la 30.000 pasageri în 2002, la 400.000 în 2005 și 1.768.000 în 2008.

## Date tehnice
- Pista 7: lungime 2960m, lățime 45m - asfalt
- Pista 25: lungime 3200m, lățime 45m - asfalt
- Cale de rulare "D" 1750m, lățime 30m - asfalt

## Reparație capitală
Scurt istoric:
- Reparație capitală începută în 2006 continuă și în 2007.
- Până la 31/07/2007, aeroportul este închis.

Noile date tehnice ale pistei decolare/aterizare după decalarea pragului pistei 25.
TORA: 
- pista 07 2400
- pista 25 2400

TODA
- pista 07 2400
- pista 25 2400

ASDA
- pista 07 2400
- pista 25 2400

LDA
- pista 07 2160
- pista 25 2400

În jurul datei de 12 mai 2007, până 12 iulie 2007, aeroportul a fost închis traficului pentru finalizarea reparației capitale la pista decolare aterizare.
Începând cu data de 29 Septembrie și până pe data de 12 Octombrie 2008, Aeroportul Internațional Aurel Vlaicu (București-Băneasa) a fost închis pentru efectuarea unor lucrări de întreținere. Directorul Aeroportului, Ștefan Mladin, a declarat că lucrările vor viza legăturile dintre piste și fac parte dintr-un plan investițional de modernizare, care se ridică la aproape zece milioane de euro. Pe această perioadă majoritatea companiilor aeriene care operează pe Aeroportul din Băneasa și-au mutat cursele pe Aeroportul Internațional Henri Coandă.

## Date asupra traficului
|  | Graficele sunt indisponibile din cauza unor probleme tehnice. Mai multe informații se găsesc la Phabricator și la wiki-ul MediaWiki. |

Vezi interogarea Wikidata.
Statistică trafic:
| Anul | Trafic Băneasa | Trafic Otopeni |
| ---- | -------------- | -------------- |
| 2002 | 30 000         | 1 100 000      |
| 2003 | 170 000        | 1 900 000      |
| 2004 | 210 000        | 2 600 000      |
| 2005 | 385 000        | 3 000 000      |
| 2006 | 700 000        | 3 500 000      |
| 2007 | 1 000 000      | 5 000 000      |
| 2008 | 1 768 000      | 5 064 230      |
| 2009 | 2 005 694      | 4 483 661      |
| 2010 | 2 118 150      | 4 917 952      |
| 2011 | 2 400 000      | 5 100 000      |

## Rezultate financiare
Cifra de afaceri: 76,2 milioane RON în primele zece luni din 2009

## Legătură externă
- Site oficial Aeroporturi București: Băneasa